# 保坂武文
保坂 武文（ほさか たけふみ、1949年 - ）は、日本の技術者、実業家。本田技研工業（株）元ホンダF1プロジェクトリーダー（F1レース開発総責任者・総監督）。㈱本田技術研究所元常務取締役（エンジン開発総責任者）。東洋電装副社長。内閣府プロフェッショナル人材戦略福井県拠点プロジェクトマネージャー。

## 略歴・人物
- 1949年 秋田県秋田市港北松野町[2]に生まれる。
- 1972年
  - 神奈川大学工学部機械工学科卒業[3]
  - 本田技研工業（株）入社、ホンダ技術研究所にてCVCC環境エンジンの開発
- 1976年 アメリカホンダ ミシガン駐在。US環境エンジン排気ガス研究
- 1981年 シビックUS燃費車開発、3年連続世界一に
- 1987年 5気筒アコード用エンジン開発
- 1993年 取締役商品企画室長。ステップワゴン企画開発他、多数機種開発
- 1995年 アメリカホンダR&D駐在副社長
- 1997年 ホンダ栃木技術研究所 常務
- ホンダエンジン開発総責任者 ホンダF1総責任者
- 2001年 東洋電装（株） 副社長
- 2010年 HSK東京コンサルティング 代表
- 2013年 内閣府プロフェッショナル人材戦略福井県拠点プロジェクトマネージャー